# Melissa Bean
Melissa Bean, född 22 januari 1962 i Chicago, är en amerikansk demokratisk politiker av serbisk härkomst. Hon är ledamot av USA:s representanthus från delstaten Illinois sedan 2005. Hennes valdistrikt omfattar många av Chicagos nordvästra förorter. Hon bor i Barrington med sin man och sina två barn. Hon var verkställande direktör för konsultföretaget Sales Resources Inc. innan hon blev politiker.
I 2002 års kongressval utmanade hon den sittande kongressledamoten Phil Crane. Hon förlorade som väntat men fick i alla fall 43% av rösterna. Hon ställde upp på nytt två år senare och besegrade Crane med 52% av rösterna. Republikanska partiet satsade hårt på att vinna det förlorade valdistriktet tillbaka i kongressvalet i USA 2006. Bean lyckades behålla sitt mandat med 51% av rösterna.